# Farindola
Farindola est une commune italienne d'environ 1 700 habitants située dans la province de Pescara, dans la région Abruzzes, en Italie méridionale.

## Histoire
Une avalanche engloutit l'hôtel Rigopiano le 18 janvier 2017 vers 17 heures ; trois jours après, une trentaine de personnes sont portées disparues.

## Administration
| Période                                  | Période | Identité | Étiquette | Qualité |
| ---------------------------------------- | ------- | -------- | --------- | ------- |
|                                          |         |          |           |         |
| Les données manquantes sont à compléter. |         |          |           |         |

### Communes limitrophes
Arsita (TE), Castel del Monte (AQ), Montebello di Bertona, Ofena (AQ), Penne, Villa Celiera.